# Leptoscyphus chiloscyphoideus
Leptoscyphus chiloscyphoideus är en bladmossart som först beskrevs av Johann Bernhard Wilhelm Lindenberg och Johann Georg Christian Lehmann, och fick sitt nu gällande namn av Carl Moritz Gottsche. Leptoscyphus chiloscyphoideus ingår i släktet Leptoscyphus och familjen Lophocoleaceae. Inga underarter finns listade i Catalogue of Life.